# La Mesa de San José
La Mesa de San José är en ort i Mexiko.   Den ligger i kommunen Acámbaro och delstaten Guanajuato, i den centrala delen av landet, 190 km nordväst om huvudstaden Mexico City. La Mesa de San José ligger 2 042 meter över havet och antalet invånare är 115.
Terrängen runt La Mesa de San José är varierad. Runt La Mesa de San José är det ganska tätbefolkat, med 144 invånare per kvadratkilometer. Närmaste större samhälle är Acámbaro, 16,6 km söder om La Mesa de San José. Trakten runt La Mesa de San José består till största delen av jordbruksmark.